# Reinhard Brandt
Reinhard Brandt (* 10. April 1937 in Klein Gladebrügge bei Bad Segeberg; † 17. August 2025 in Marburg) war ein deutscher Philosoph und Professor an der Philipps-Universität Marburg.

## Leben
Brandt studierte Griechisch, Latein und Philosophie in Marburg, München und Paris. 1965 wurde er in Marburg mit einer Arbeit über die Aristotelische Urteilslehre promoviert. Die Habilitation erfolgte mit einer unveröffentlichten Arbeit zu David Humes theoretischer Philosophie.
Ab 1972 war Brandt als C2-Professor für Philosophie in Marburg tätig. Im Jahre 2003 wurde er emeritiert. Er lehrte als Gastprofessor an verschiedenen anderen Universitäten, darunter Universidad Simón Bolívar (Caracas), Indiana University (Bloomington), Bielefeld, Padua, Venedig, Halle, Canberra, München und Rom (Roma III). Einen Ruf an die Universität Bonn als Nachfolger von Hans Wagner und Leiter der Abteilung für Kantforschung des Philosophischen Seminars A der Bonner Universität lehnte er 1982 ab.
Sein Forschungsschwerpunkt war die Philosophie Immanuel Kants und deren Einbettung in den historischen Kontext.
In Marburg und in der oberhessischen Region war er zudem für populärwissenschaftliche Beiträge und (philosophische) Anmerkungen zu Tagesgeschehen und Universitätspolitik bekannt.
Er war seit 2004 korrespondierendes Mitglied der Akademie der Wissenschaften zu Göttingen.
Brandt hatte 2021 laut Scopus einen h-Index von 21.

## Publikationen (Auswahl)

### Als Autor
- Wozu noch Universitäten?: Ein Essay Felix Meiner Verlag, Hamburg 2011, ISBN 978-3-7873-2142-1. Jutta Limbach: Rezension, FAZ vom 19. Aug. 2011.
- Immanuel Kant. Was bleibt? Felix Meiner Verlag, Hamburg 2010, ISBN 978-3-7873-1956-5.
- Können Tiere denken? Ein Beitrag zur Tierphilosophie, Suhrkamp Verlag, 2009, ISBN 978-3-518-26017-3.
- Universität zwischen Selbst- und Fremdbestimmung. Kants „Streit der Fakultäten“. Mit einem Anhang zu Heideggers Rektoratsrede[6]. Akademie-Verlag, Berlin 2003, ISBN 3-05-003859-4.
- Philosophie in Bildern. Von Giorgione bis Magritte. 2. Auflage DuMont, Köln 2004, ISBN 3-7701-5293-X.
- Philosophie. Eine Einführung. Reclam, Stuttgart 2001, ISBN 3-15-018137-2.
- Immanuel Kant. Política, Derecho y Antropología. Plaze y Valdes, Mexiko-Stadt 2001, ISBN 968-856-851-1 (Vorwort und Übersetzung von Gustavo Leyva).
- Kritischer Kommentar zu Kants „Anthropologie in pragmatischer Hinsicht“, (1798). Meiner Verlag, Hamburg 1999, ISBN 3-7873-1384-2 (Kant-Forschungen; 10).
- Die Wirklichkeit des Bildes. Sehen und Erkennen; Vom Spiegel zum Kunstbild. Hanser Verlag, München 1999, ISBN 3-446-19645-5.
- Zu Kants politischer Philosophie. Steiner Verlag, Stuttgart 1997, ISBN 3-515-07209-8.
- D'Artagnan und die Urteilstafel. Ein Ordnungsprinzip der europäischen Kulturgeschichte (1, 2, 3/4) (Schriften der Wissenschaftlichen Gesellschaft an der Universität Frankfurt, Geisteswissenschaftliche Reihe 7). 2. erweiterte Auflage. Dtv, München 1998, ISBN 3-423-30636-X (Rezension von Patrick Bahners, F.A.Z. vom 3. Dezember 1991)
- Die Urteilstafel. Kritik der reinen Vernunft; (A 67-76; B 92-101). Meiner Verlag, Hamburg 1991, ISBN 3-7873-1015-0 (Kant-Forschungen; Bd. 4).
- Die Interpretation philosophischer Werke. Eine Einführung in das Studium antiker und neuzeitlicher Philosophie. Verlag Frommann-Holzboog, Stuttgart 1984, ISBN 3-7728-0891-3 (Problemata; 99)[7]
- Eigentumstheorien von Grotius bis Kant. Verlag Frommann-Holzboog, Stuttgart 1974, ISBN 3-7728-0412-8 (Problemata; 31).
- Rousseaus Philosophie der Gesellschaft. Verlag Frommann-Holzboog, Stuttgart 1973, ISBN 3-7728-0366-0 (Problemata; 16).
- Die Aristotelische Urteilslehre. Untersuchungen zur „Hermeneutik“. Dissertation, Universität Marburg 1965.

### Als Herausgeber
- Die Macht des Vierten. Über eine Ordnung der europäischen Kultur. Meiner, Hamburg 2013, ISBN 978-3-7873-2514-6. Rezension
- Mythos und Mythologie. Akademie-Verlag, Berlin 2004, ISBN 3-05-003775-X (zusammen mit Steffen Schmidt).
- Klassische Werke der Philosophie. Von Aristoteles bis Habermas. Reclam, Leipzig 2002, ISBN 3-379-20028-X (zusammen mit Thomas Sturm).
- Meisterwerke der Literatur. Von Homer bis Musil. Reclam, Leipzig 2001, ISBN 3-379-20014-X.
- Meisterwerke der Malerei. Von Roger van der Weyden bis Andy Warhol. Reclam, Leipzig 2001, ISBN 3-379-20013-1.
- Immanuel Kant, Anthropologie in pragmatischer Hinsicht. Meiner Verlag, Hamburg 2000, ISBN 3-7873-1278-1 (Philosophische Bibliothek; 490).
- Zustand und Zukunft der Akademie-Ausgabe von Immanuel Kants „Gesammelten Schriften“ (Kant-Studien / Sonderheft; 91). De Gruyter, Berlin 2000 (zusammen mit Werner Stark).
- Jean-Jacques Rousseau. Vom Gesellschaftsvertrag oder Prinzipien des Staatsrechts (Klassiker Auslegen). Akademie-Verlag, Berlin 2000, ISBN 3-05-003237-5 (zusammen mit Karlfriedrich Herb).
- Vorlesungen über Anthropologie (Kants Gesammelte Schriften; Bd. 25). De Gruyter, Berlin 1997, ISBN 3-11-015130-8 (2 Bde.; zusammen mit Werner Stark).
- Philosophisches Denken. Politisches Wirken (Hermann Cohen Kolloquium Marburg 1992). Olms, Hildesheim 1993, ISBN 3-487-09750-5 (zusammen mit Franz Orlik).
- Neue Autographen und Dokumente zu Kants Leben, Schriften und Vorlesungen (Kant-Forschungen; Bd. 1). Meiner Verlag, Hamburg 1987, ISBN 3-7873-0703-6 (zusammen mit Werner Stark).
- Rechtsphilosophie der Aufklärung. Symposium Wolfenbüttel 1981. De Gruyter, Berlin 1982, ISBN 3-11-008789-8.
- John Locke. Symposium Wolfenbüttel 1979. De Gruyter, Berlin 1981, ISBN 3-11-008266-7.

### Als Übersetzer
- Zachary Mayne (Pseudo-Mayne): Über das Bewußtsein. (1728) („Essay on consciousness“). Meiner Verlag, Hamburg 1983. ISBN 978-3-7873-0593-3 (Philosophische Bibliothek; 258)[8].
- Pseudo-Longinos: Vom Erhabenen („De sublimitate“). Wissenschaftliche Buchgesellschaft, Darmstadt 1966.